# Paraliparis meridionalis
Paraliparis meridionalis és una espècie de peix pertanyent a la família dels lipàrids.
És un peix marí i batidemersal que viu entre 600 i 932 m de fondària. Es troba al mar de la Xina Oriental, les illes Hawaii i les illes Mariannes. És bentònic.
És inofensiu per als humans.